# Военен самолет
Военен самолет е всеки самолет с движими или недвижими крила, който служи към военновъздушните сили и който може да бъде 2 вида:
- Боен, който е проектиран да разрушава вражеската екипировка, такива са произвеждани обикновено само от военните сили [1]
- Небоен, това може да е и товарен или военно-транспортен самолет, който не е проектиран за битка като основна функция, но също така може да носи оръжия за самоотбрана. Тези основно имат поддържащи роли и могат да бъдат произвеждани както от военните, така и от цивилни организации

## Типове бойни военни самолети
- Изтребител
- Бомбардировач
- Щурмови самолет, наричан и щурмовик. Такива са например руските Су-25, които са на въоръжение и във ВВС на България.